# Antonio Gallardo
Antonio Gallardo Palacios (ur. 19 kwietnia 1989 w Guadalajarze) – meksykański piłkarz występujący na pozycji środkowego pomocnika.

## Kariera klubowa
Gallardo pochodzi z Guadalajary i jest wychowankiem akademii juniorskiej tamtejszego klubu Chivas de Guadalajara. Do seniorskiej drużyny został włączony w wieku dwudziestu jeden lat przez szkoleniowca José Luisa Reala i w meksykańskiej Primera División zadebiutował 19 lutego 2011 w wygranym 4:1 spotkaniu z Pachucą. Premierowego gola w najwyższej klasie rozgrywkowej strzelił natomiast 12 sierpnia tego samego roku w wygranej 2:1 konfrontacji z Morelią. Wówczas na kilka miesięcy wywalczył sobie miejsce w wyjściowym składzie, jednak niedługo potem stracił je na stałe i od tamtego czasu pełnił wyłącznie rolę rezerwowego. W styczniu 2013 na zasadzie wypożyczenia przeniósł się do niżej notowanego Querétaro FC, gdzie spędził pół roku, będąc jednym z ważniejszych graczy ekipy.
| Sezon     | Klub                  | Kraj   | Rozgrywki  | Mecze | Bramki |
| --------- | --------------------- | ------ | ---------- | ----- | ------ |
| 2010/2011 | Chivas de Guadalajara | Meksyk | Liga MX    | 10    | 0      |
| 2011/2012 | Chivas de Guadalajara | Meksyk | Liga MX    | 18    | 2      |
| 2012/2013 | Chivas de Guadalajara | Meksyk | Liga MX    | 1     | 1      |
| 2012/2013 | Querétaro FC          | Meksyk | Liga MX    | 11    | 0      |
| 2013/2014 | Chivas de Guadalajara | Meksyk | Liga MX    | 9     | 1      |
| 2014/2015 | Chivas de Guadalajara | Meksyk | Liga MX    | 0     | 0      |
| 2015/2016 | Club Necaxa           | Meksyk | Ascenso MX | 3     | 0      |

## Kariera reprezentacyjna
W 2011 roku Gallardo został awaryjnie powołany przez Luisa Fernando Tenę do rezerwowej reprezentacji startującej pod szyldem dorosłej kadry w turnieju Copa América, jako jeden z graczy mających zastąpić zdyskwalifikowanych kilka dni przed turniejem ośmiu piłkarzy tego zespołu. Podczas tych rozgrywek nie zanotował jednak żadnego występu, będąc wyłącznie rezerwowym, natomiast Meksykanie ponieśli na argentyńskich boiskach trzy porażki w trzech spotkaniach, odpadając z turnieju już w fazie grupowej.